# Агенција за статистику Босне и Херцеговине
Агенција за статистику Босне и Херцеговине је главна и надлежна институција за производњу статистике на нивоу БиХ као и за производњу статистике у Дистрикту Брчко гдје Агенција има експозитуру као своју организациону јединицу.

## Закон о статистици Босне и Херцеговине
Међусобни односи између ентитетских Завода и Агенције за статистику одређени су чланом 18 Закона о статистици БиХ и Споразумом о примјени јединствених методологија и стандарда при изради статистичких података БиХ.

## Завод за статистику Републике Српске
Републички завод за статистику (Република Српска) и Федерални завод за статистику  остварују сарадњу у размјени података са административним изворима путем закључених Споразума о међусобној сарадњи.

## Подаци о запослености, привредним размјенама и кретањима
Агенција на годишњем нивоу објављује најзначаније статистичке податке из цијеле БиХ, међу којима су подаци о запослености, привредним размјенама и кретањима, демографске статистике и др..

## Међународна сарадња
Активности  међународне сурадње имају за циљ подизање квалитете и  упоредивости званичне статистике БиХ, односно повећање усклађености са ЕУ и УН стандардима.
Агенција представља статистички систем БиХ што укључује и ентитетске заводе (Федерални завод за статистику ФБиХ и Републички завод за статистику РС) у контактима са свим међународним партнерима  и координира договорене активности унутар статистичког система. Агенција у контактима са међународним партнерима уједно врши представљање и ентитетских институција које су дио/ као интегралног дијела статистичког система БиХ и координира активности унутар статистичког система.
Најважније активности се реализују кроз пројекте техничке помоћи који су од периода оснивања Агенције били финансирани/подржани од различитих донатора; ЕУ, Сида, ИМФ,  Свјетска банка, релевантне УН организације (УНЕЦЕ, УНСД, УНФПА, УНИЦЕФ)  владе Италије и Њемачке, ДФИД и други.

## Стратешки циљеви
Побољшање учинковитости статистике БиХ;
Јачање препознатљивости и повјерења у званичну статистику;
Промовисање шире употребе статистичких података међу корисницима;
Производња квалитетне и кориснику „усер-фриендлy“ статистике;
Оптимизација процеса и задатака у статистичком производном процесу.